# DR 59
Der DR-Nr. 59 war der letzte von der Deutschen Reichsbahn in Dienst gestellte Dampftriebwagen. Das Fahrzeug kam über den Versuchsbetrieb nicht hinaus.

## Geschichte
Der Dampftriebwagen gehörte zu einer geplanten Serie von vier gleichen Fahrzeugen mit den Nummern 59 bis 63. Ziel der Entwicklung war die Unabhängigkeit von den zu importierenden Treibstoffen Diesel oder Gasöl. Deshalb forcierte die Reichsbahn die Entwicklung von Triebwagen mit Festbrennstoffen. Auf Grund des Beginns des Zweiten Weltkrieges wurde nur ein Fahrzeug fertiggestellt. Der von der Waggonfabrik Wismar gefertigte Triebwagen wurde 1937 in Betrieb genommen. Auf Grund einiger technischer und konstruktiver Mängel konnte das Fahrzeug im Versuchsbetrieb nicht überzeugen. Eine Weiterentwicklung erfolgte nicht mehr.
Nach dem Krieg verblieb der Dampftriebwagen bei der Deutschen Reichsbahn in der DDR und wurde im Juni 1956 kurzzeitig mit einer Braunkohlenstaubfeuerung des Systems Wendler ausgerüstet. Die Ergebnisse der Versuche waren zufriedenstellend. Jedoch war absehbar, dass Dieselmotoren in Triebwagen wirtschaftlicher waren.
1959 wurde der Triebwagen zum Steuerwagen umgebaut. Er erhielt die Nummer VS 145 379. 1968 erfolgte erneut ein Umbau zum Beiwagen VB 147 601. 1970 erhielt das Fahrzeug die EDV-Nummer 197 845-1 und wurde 1974/1975 verschrottet.

## Konstruktion
Der Triebwagen war mit einem von Borsig entwickelten, dem System Doble nachempfundenen, Dampferzeuger mit einem Wanderrost für Schwelkoksbetrieb ausgerüstet. Dieser Kessel war jedoch so schwer, dass die Dampfmaschinen in das hintere Drehgestell eingebaut werden mussten. Die Gelenkstücke der langen Rohrleitungen für die Dampfzufuhr waren störungsanfällig. Der Maschinenraum beanspruchte aufgrund der großen Dampferzeuger nahezu ein Drittel der Fahrzeuglänge.